# Helcogramma decurrens
Helcogramma decurrens es una especie de pez de la familia Tripterygiidae en el orden de los Perciformes.

## Morfología
• Los machos pueden llegar alcanzar los 4,5 cm de longitud total.

## Hábitat
Es un pez de mar  y de clima subtropical.

## Distribución geográfica
Se encuentra en Australia: Australia Occidental y Australia Meridional.